# Марийцы
Мари́йцы (мар. мари, марий, мары, маре, мере, мӓрӹ; русское дореволюционное название — черемисы) — финно-угорский народ в России, проживающий, в основном, в Республике Марий Эл и на севере Республики Башкортостан. В этих двух регионах проживает около 72 % (52 % и 20 %, соответственно) всех марийцев, насчитывающих 424 тысяч человек (2021). Остальные марийцы рассеяны по многим областям и республикам Поволжья и Урала. Основной территорией проживания является междуречье Вятки и Ветлуги.
Выделяют четыре группы марийцев: горные (живут на правом и частично левом берегу Волги на западе Марий Эл и в соседних регионах), северо-западные (на юго-западе Кировской и северо-востоке Нижегородской области), луговые (составляют большинство марийского народа, занимают Волго-Вятское междуречье) и восточные (сложились из переселенцев с луговой стороны Волги в Башкирию и Приуралье) — последние две группы, ввиду исторической и языковой близости, объединяют в обобщённых лугововосточных марийцев.
Говорят на марийском (лугововосточном марийском), горномарийском и северо-западном марийском языках финно-угорской группы уральской языковой семьи; подавляющее большинство марийцев сегодня двуязычны — владеют также русским языком. Исповедуют православие. Издавна распространена, в особенности среди восточных марийцев, также марийская традиционная религия.

## Самоназвание
Самоназвание мари происходит от протоиндоиранского корня *márya-, означающего «человек», буквально — «смертный», что указывает на ранние контакты между носителями финно-угорских и индоиранских языков.

## Этногенез
Область формирования марийских племён в I тыс. н. э. — бассейны рек Унжи, Ветлуги и правобережье Волги между устьями Суры и Цивиля. Основу марийцев составили восточные дьяковцы, потомки ананьинцев и, возможно, позднегородецких племён (предков мордвы).
Из этого района предки марийцев под давлением балтов и славян расселялись в восточном направлении вплоть до реки Вятки и в южном до реки Казанки. Контакты на востоке с древними пермянами (азелинская культура) привели к оформлению различий между левобережными и правобережными марийскими племенами. В результате этих миграций район обитания марийцев по обоим берегам Волги простирался от устья Казанки до устья Оки. На правом берегу Волги древние марийцы занимали не только земли современного Горномарийского района, но и северной Чувашии. На севере граница их расселения находилась в районе города Котельнича.
На западе марийцы граничили по Унже с восточной частью костромской мери. Между народами, как установлено археологами и лингвистами было очень много общего, что в определённой степени позволяет говорить об этнокультурной общности ветлужских мари и костромских меря.

## История

Флаг Марий Эл (2006—2011), часто используемый в качестве марийского национального флага.

Финно-угорские народы на рубеже 1—2 тысячелетий нашей эры

### Ранняя история
Считается, что первое упоминание о марийцах (лат. Imniscaris) встречается в VI в. у готского историка Иордана.
Хазарские каганы, киевские князья в разное время называли народ «черемисов» своими данниками. В XI веке марийцы начали платить харадж и джизью Волжской Булгарии, но не входили в её состав.
С VIII века отмечается продвижение марийцев на восток, где они вступили в контакты с удмуртами. Согласно преданиям обоих народов вытеснение удмуртов сопровождалось вооружёнными конфликтами. В IX—XI веках марийцы в основном завершили освоение междуречья Ветлуги и Вятки, вытеснив и частично ассимилировав прежнее население.
В XII веке в Поветлужье сложилось Ветлужское кугузство (вождество) — союз местных марийских племён, просуществовавший до начала XV века.
С начала XII века некоторые марийские племена стали платить дань русским княжествам. В 1170 году летописи впервые упоминают военные действия с участием марийцев: князья Галича наняли ветлужских и вятских марийцев для войны между собой.
В 1171—1172 годах упоминается русская крепость Городец Радилов, построенная на левом берегу Волги на марийских землях. Он стал центром русской колонизации на Средней Волге. В последующем именно марийцы и их обрусевшие потомки составили основную часть жителей Городца. Ещё одним центром русского влияния на марийских землях стал Галич Мерский, упомянутый в 1274 году.
Согласно Повести о стране Вятской, в 1181 году ушкуйники захватили марийский городок Кокшаров — современный Котельнич — ставший одним из центров Вятской земли.
С падением Волжской Булгарии марийцы вошли в состав Золотой Орды. Марийские земли находились на периферии Орды, поэтому над ними не было строго контроля. Относительно строгое влияние ордынских властей распространялось на Горную сторону. Контроль за марийскими землями на Луговой стороне осуществлялся через золотоордынское военное поселение, известное ныне как Мари-Луговское селище, и через уцелевшие булгарские города.

### XIV—XVI века

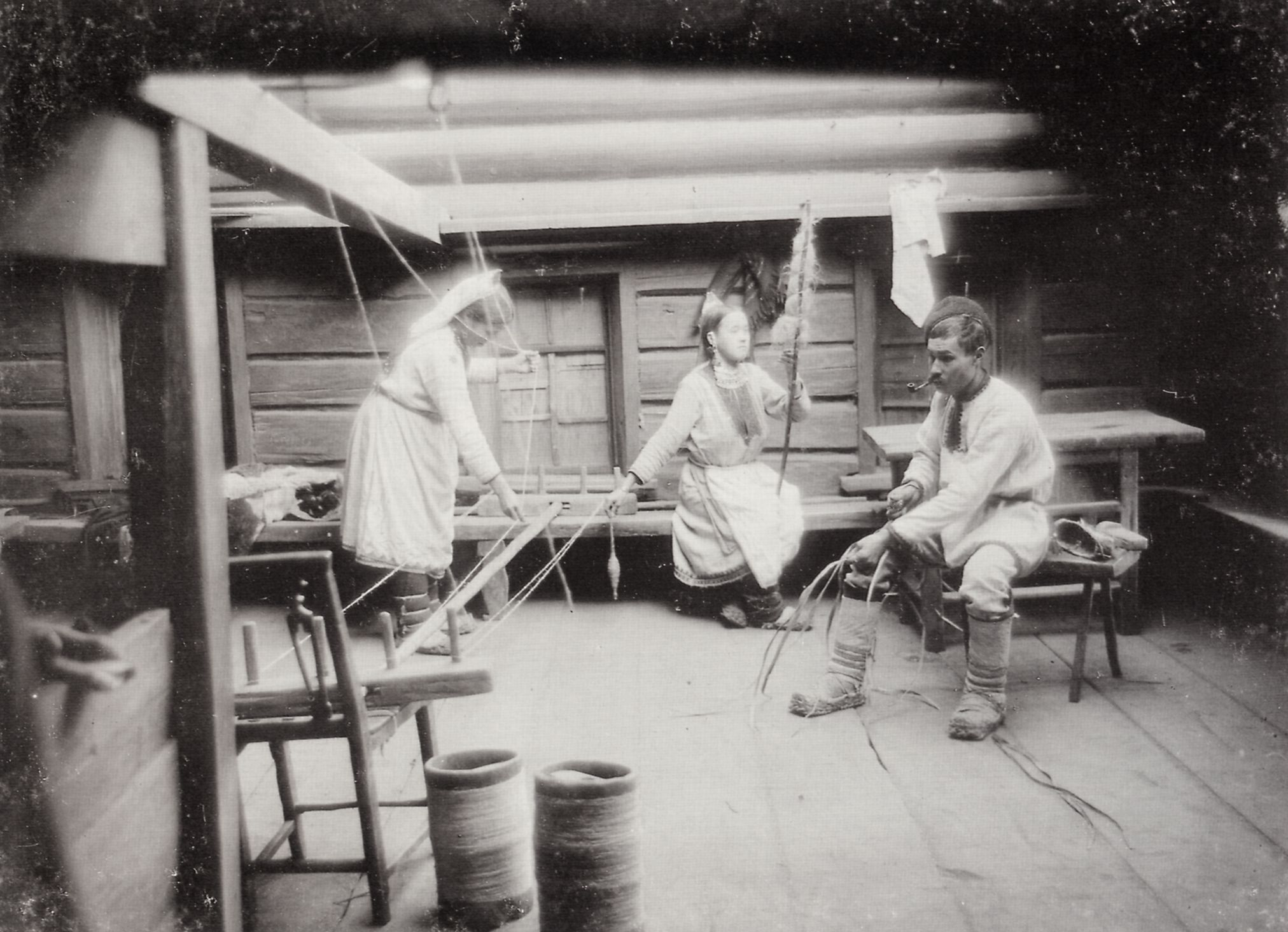
Снимок традиционной жизни марийцев

В XIV веке северным соседом марийцев стала Вятская вечевая республика. Во второй половине XIV века вятчане уже вытеснили марийцев и удмуртов со Средней Вятки и Пижмы. В противостоянии с Вятской землёй росло влияние уржумских и малмыжских князей марийцев.
В 1372 году нижегородские князья основали в устье Суры крепость Курмыш, что способствовало появлению русских поселений за Сурой — на землях мордвы и горных марийцев.
Грабительские походы ушкуйников открыли для марийского народа период непрерывных войн XIV—XVI веков, с участием Московского Великого княжества, Вятской республики, Великого Устюга и Галичского княжества, позже — Казанского ханства.
С появлением Казанского Ханства в 1438 году между ним и марийцами начинают складываться союзнические и конфедеративные отношения. Марийские земли входили в состав Галицкой, Алатской, Арской даруг ханства. На протяжении всего существования Казанского ханства (1438—1552 гг.) марийские земли были основной ареной для войн Москвы и Казани.
В XV—XVI веках марийцы жили в Окско-Сурском и Унженско-Ветлужском междуречьях, в северной и западной части современной Чувашской республики. Северной границей расселения были верховья Унжи, Ветлуги, бассейн Пижмы и Средняя Вятка. Восточным пределом были низовья Вятки. Марийцы в этот период не были единым народом, представляли группу племенных объединений; летописям известны «горная черемиса», «черемиса кокшакская и ветлужская», «черемиса луговая». А. Г. Бахтин определил количество марийцев живших в XVI веке в 70—120 тыс. человек. Наибольшей плотностью населения отличалось правобережье Волги и район восточнее Малой Кокшаги. Наименьшая плотность расселения марийцев была между реками Линдой и Большой Кошагой. К XV—XVI векам относятся упоминания о марийцах, расселившихся по рекам Каме и Белой, от которых берут своё начало восточные марийцы. В XVII веке поток переселенцев в Закамье, Приуралье и Башкирию увеличился.
Есть мнение что в XVI веке среди марийцев начала распространяться трёхпольная система земледелия. Сеяли просо, полбу, рожь, лен, коноплю. Земледелие больше было развито у горных и луговых марийцев. У ветлужских и кокшайских основную роль играло скотоводство, охота, рыболовство, бортничество. В качестве валюты использовались беличьи и куньи шкурки. Из-за сложности добычи местной железной руды, требовавших усилий всей общины, в марийских землях создавались «апшат-беляки» («кузнечные общины») — центры кузнечного производства, в первую очередь связанные с военными нуждами. При разделении труда внутри Казанского ханства марийцы несли скорее военную функцию, а не экономическую.
В 1523 году Василий III основал на месте марийского города Цепель в устье Суры крепость Васильсурск. Горная сторона вошла в состав Русского государства. Герберштейн пишет, что часть марийцев была переселена великим князем по подозрению в измене на литовскую границу, откуда они сбежали в Литву. От них берёт своё начало горномарийская этническая группа украинских чемерис, сбежавшая вниз по Днепру на Волынь. После строительства в 1551 году Иваном Грозным на чувашских землях крепости Свияжска оставшаяся часть Горной стороны с марийским, чувашским, мордовским населением была приведена к присяге Ивану Грозному.

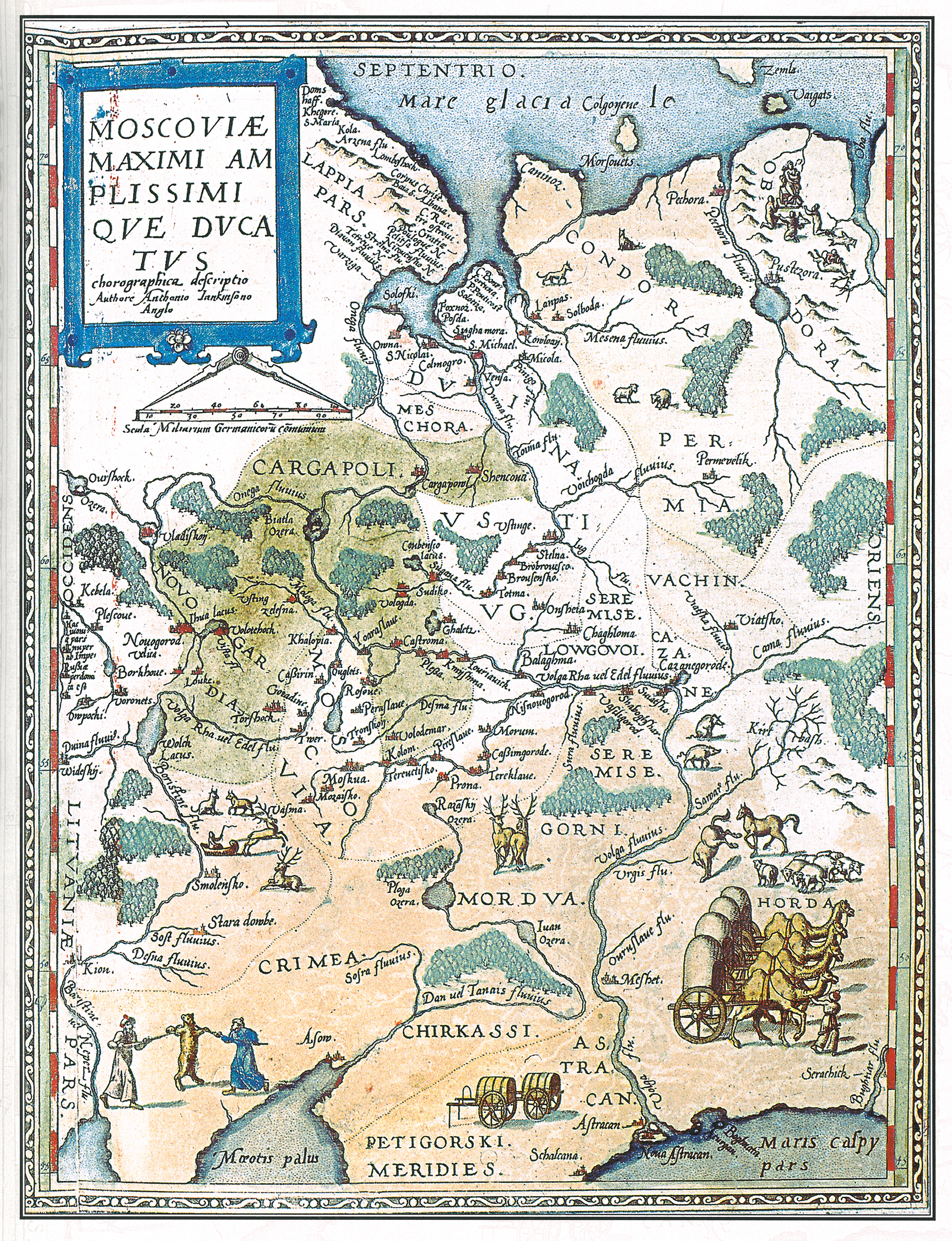
Луговые и горные «черемисы» (марийцы) на карте России (1593)

После завоевания Казанского ханства в 1552 году ранее входившие в его состав и зависевшие от него марийские земли стали частью Русского царства и перешли под управление Казанского приказа. За первоначальным присоединением к Москве последовали три восстания поволжских народов — Черемисские войны 1552—1585 годов, главную роль в которых играли марийцы. Итогом войн стало полное присоединение марийских земель к Русскому государству. На землях марийцев были выстроены русские крепости: Кокшайск (1574), Малмыж (1580), Козьмодемьянск (1583), Царевококшайск (1584), Царевосанчурск (1584), Уржум (1584), Яранск (1584). Марийцам запрещалось заниматься кузнечным и серебряным делом, запрещена продажа оружия, военного снаряжения, металлов, ограничена торговля металлическими орудиями труда, запрещалось торговать изделиями из металла и сырьём для них, селиться в городах и оставаться в них на ночлег. Марийцы были выселены с берегов крупных рек, в том числе с Волги и Вятки. Оставшиеся в живых после Черемисских войн марийские князья, в отличие от татарской знати, не были включены в дворянское сословие. Марийский народ постепенно стал крестьянским народом, занимающимся сельским хозяйством и охотой на пушного зверя.

### XVII век
Согласно писцовым книгам, в 20—30-х годах XVII века вблизи понизовых городов появились первые поселения русских крестьян.
В XVII веке русскими уже был заселён правый берег Ветлуги. Поселения ветлужских марийцев на левом берегу служили в это время условной границей Замосковного края Московского царства с Понизовьем и Вятской землёй. Согласно делению России XVII века, марийские земли относили к Понизовью.
Карательные меры, экономические и религиозные притеснения привели к тому, что марийское население было полностью вытеснено из среднего Приветлужья до устья реки Усты. В северной части края по Малой и Большой Какше была создана своеобразная марийская «резервация», отданная в 1661 году под власть Макарьевского монастыря.
Луговые, горные, ветлужские марийцы приняли активное участие в крестьянской войне Степана Разина (1667—1671). После подавления восстания царские власти изменили порядок управления марийскими землями. В 1672 г. «по челобитью всего Казанскому уезду ясачных людей», был введён новый порядок взимания ясака: вместо дворян, детей боярских, приказных людей, ясачные платежи должны были собирать выборные из числа местных. В 1677 году были установлены выборы толмачей (переводчиков) из представителей местного населения — «из ясачных из подгородных деревень, которые русскому языку умеют».
В 80-х годах XVII в. в семи поволжских уездах (Казанском, Кокшайском, Козьмодемьянском, Уржумском, Царевококшайском, Царевосанчурском, Яранском), по приблизительным подсчётам, проживало 70,1 тыс. марийцев обоих полов. Первой ревизией (1723 г.) было учтено 74 тыс. марийцев.

### XVIII век
В 1722 году на марийцев и мордву была распространена рекрутская повинность — они стали служить в российской армии. В начале XVIII века большинство марийцев были переведены из разряда ясачных в разряд казённых (государственных) крестьян. По этим причинам, а также из-за резкого роста государственных податей, повинностей и трудовых мобилизаций петровского времени началось массовое переселение марийцев в башкирские земли. Убыль марийского населения в первой четверти XVIII века составила в разных уездах от 1/4 до 2/3 от учтённых во время переписей. Это привело к оформлению в середине XVIII века этнической группы восточных марийцев. Часть марийцев, переселившись на восток, пополнила ряды работных людей уральских заводов.
В 30-е годы XVIII века христианизация нерусских народов Поволжья усилилась. Служителям Новокрещенской конторы удалось подвергнуть крещению большую часть марийцев. Но для многих это носило формальный характер, позже многие марийцы вернулись к язычеству. Феодальный гнёт и попытки христианизации стали причинами поддержки марийцами крестьянского восстания Емельяна Пугачёва.
В результате губернской реформы 1775 года марийский народ оказался разделённым между несколькими губерниями. К Казанской губернии были отнесены: Царевококшайский, Козьмодемьянский, Чебоксарский и Казанский уезды; к Вятской — Царевосанчурский, Уржумский и Яранский уезды; к Нижегородской — Васильский и Макарьевский; к Костромской — Ветлужский уезд.
В эти годы появилась марийская письменность на основе кириллицы. В 1775 году казанским архиепископом Вениамином (в миру — В. Г. Пуцек-Григорович) было издано первое сочинение на марийском языке.
Численность марийцев в России по ревизиям XVIII века:
| Год (ревизия)      | Тыс. чел. |
| ------------------ | --------- |
| 1719 (1-я ревизия) | 61,9      |
| 1745 (2-я ревизия) | 79,9      |
| 1763 (3-я ревизия) | 103,0     |
| 1782 (4-я ревизия) | 122,4     |
| 1795 (5-я ревизия) | 145,2     |

### XIX век

Марийцы на этнографической карте Российской Империи А. Риттиха. 1875 год

По результатам Всероссийской переписи 1897 года, марийцы (родной язык — черемисский), проживали в следующих губерниях Российской империи:
| Губерния        | Мужчин  | Женщин  | Всего   |
| --------------- | ------- | ------- | ------- |
| Вятская         | 69 589  | 75 329  | 144 918 |
| Казанская       | 59 963  | 62 754  | 122 717 |
| Уфимская        | 39 618  | 40 990  | 80 608  |
| Пермская        | 7 765   | 7 922   | 15 687  |
| Нижегородская   | 3 232   | 3 472   | 6 704   |
| Костромская     | 1 071   | 930     | 2 001   |
| Другие губернии | 2 280   | 524     | 2804    |
| Всего в империи | 183 518 | 191 921 | 375 439 |

Из них в городах проживали 0,6 % (2191 человек) от числа всех марийцев.

### XX век
В июле 1917 года прошёл Первый Всероссийский съезд марийского народа. Были созданы национальные организации — «Марий ушем» («союзы» или «общества мари») — ставившие, в первую очередь, культурно-просветительские цели.
С 25 августа 1917 начала издаваться газета «Ужара» («Заря»).
21 февраля 1918 года Национальный съезд мари принял решение: «Отменить существующее название народа мари „черемис“ ввиду его „ненационального“ происхождения заменить его исторически национальным именем „мари“».
4 ноября 1920 из волостей Краснококшайского, Уржумского и Яранского уездов Вятской губернии была образована Марийская автономная область в составе РСФСР, 5 декабря 1936 — МАССР. Первоначально область насчитывала 338,5 тыс. человек, в том числе 183 тыс. марийцев. В первой половине 1920-х годов в состав Марийской автономной области дополнительно вошли селения Нижегородской, Вятской, губерний, Татарской, Чувашской АССР. По результатам переписи 1926 года национальная автономия насчитывала уже 247,9 тыс. марийцев.
По Всесоюзной переписи, численность марийского населения в 1926 году составила 428 192 человека в СССР и 428 000 в РСФСР:
| Губерния               | Мужчин  | Женщин  | Всего   |
| ---------------------- | ------- | ------- | ------- |
| Марийская АО           | 117 071 | 130 908 | 247 979 |
| Башкирская АССР        | 36 523  | 42 775  | 79 298  |
| Вятская губерния       | 28 295  | 31 446  | 59 741  |
| Уральская область      | 8757    | 10 063  | 18 820  |
| Казанская АССР         | 6174    | 6956    | 13 130  |
| Нижегородская губерния | 1872    | 2063    | 3935    |
| Вотская АО             | 1257    | 1570    | 2827    |
| Сибирский край         | 503     | 424     | 927     |
| Другие регионы         |         |         | 1343    |
| Всего в РСФСР          |         |         | 428 000 |

Национально-государственное строительство марийского народа в эти годы отмечено движением горных марийцев за самоопределение. После образования в сентябре 1930 года в составе Марийской автономной области Горномарийского района группа работников горных марийцев настаивала на образовании Горно-марийской области и выходе горных мари из Марийской автономной области. Их деятельность была, однако, осуждена, а они сами исключены из партии и в большинстве своём репрессированы.

## Этногруппы

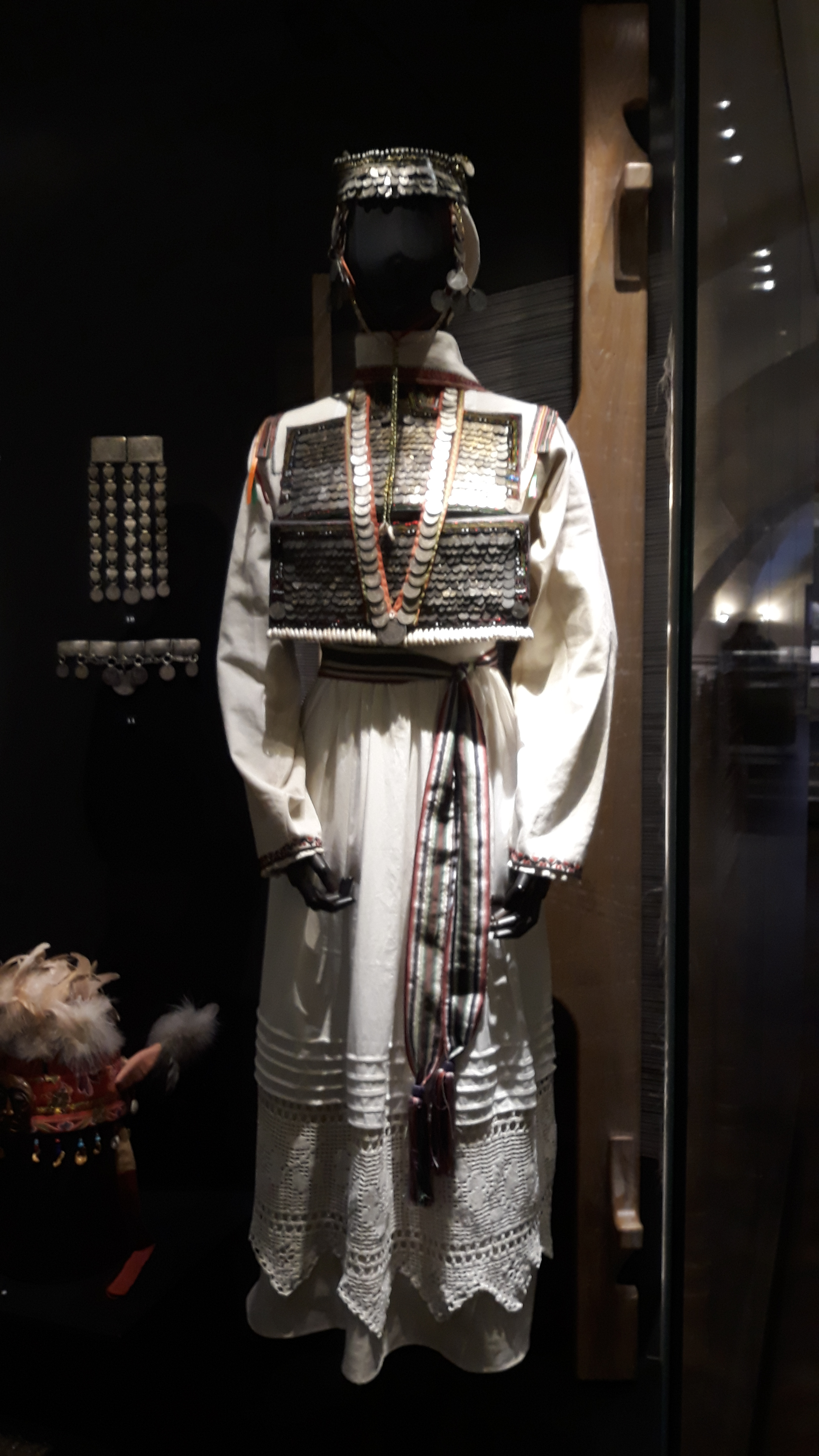
Костюм марийской женщины XIX — начала XX веков, Казанская губерния, Российская империя

- Горные марийцы (горномарийский язык)
  - Лесные марийцы
  - Украинские чемерисы (барские черемисы)
- Лугововосточные марийцы (лугововосточный марийский (марийский) язык)
  - Луговые марийцы
  - Балтийские марийцы
  - Восточные марийцы
    - Прибельские марийцы
    - Уральские марийцы
      - Кунгурские, или сылвенские, марийцы
      - Верхнеуфимские, или красноуфимские, марийцы
- Северо-западные марийцы (северо-западный марийский язык)
  - Ветлужские марийцы

## Численность и расселение

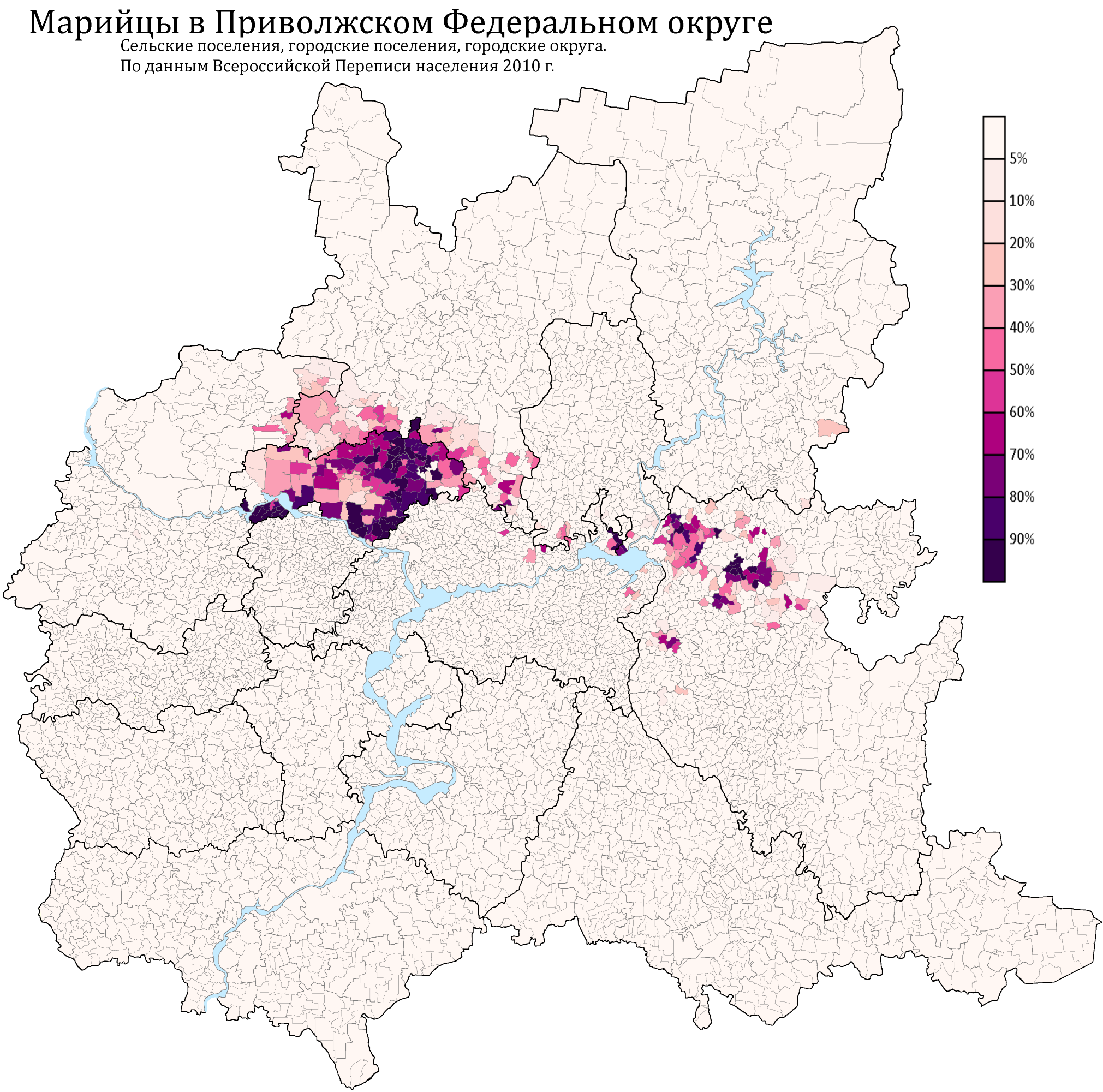
Расселение марийцев в Приволжском федеральном округе по городским и сельским поселениям в %, перепись 2010 г.

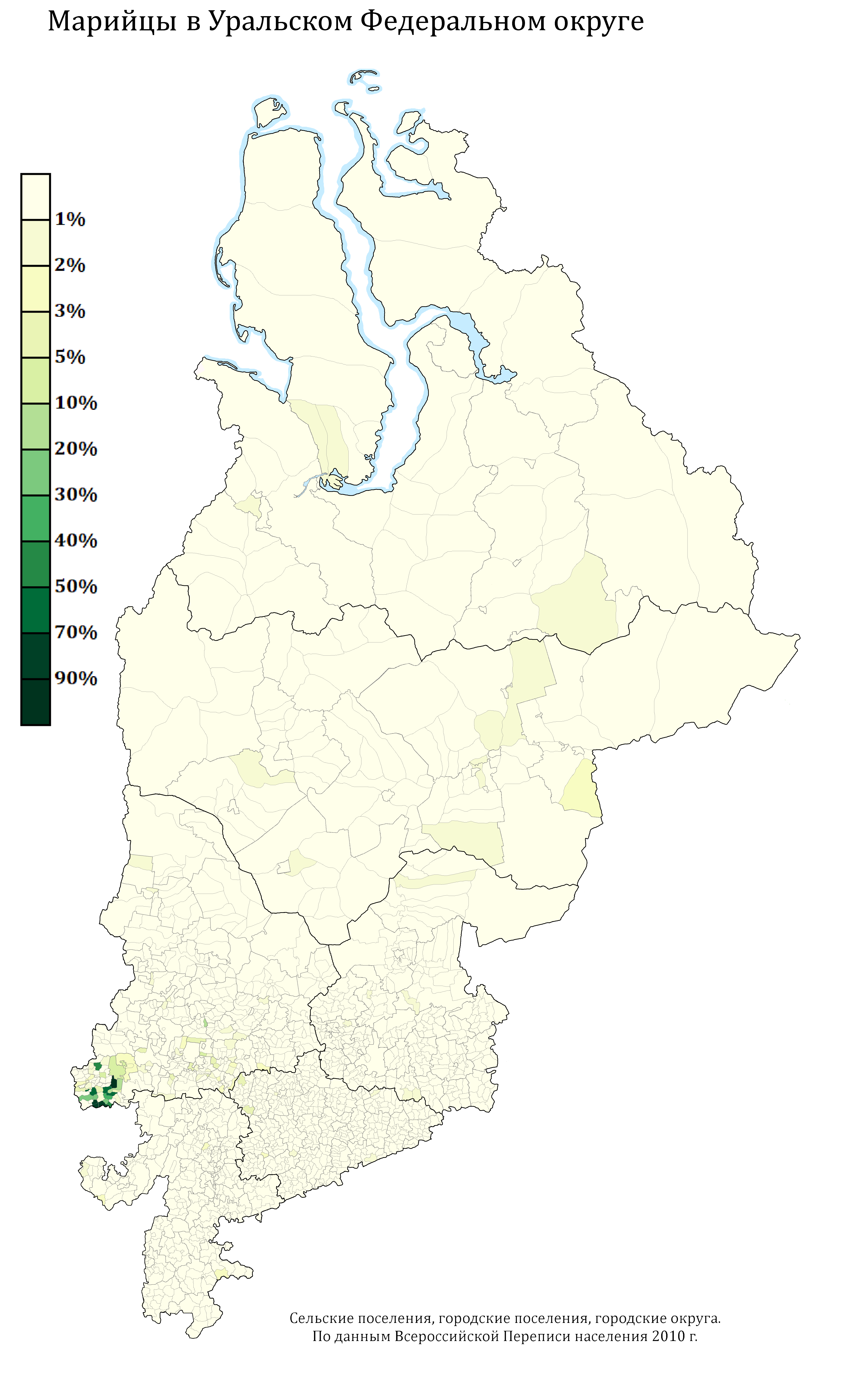
Расселение марийцев в Уральском федеральном округе по городским и сельским поселениям в %, перепись 2010 г.

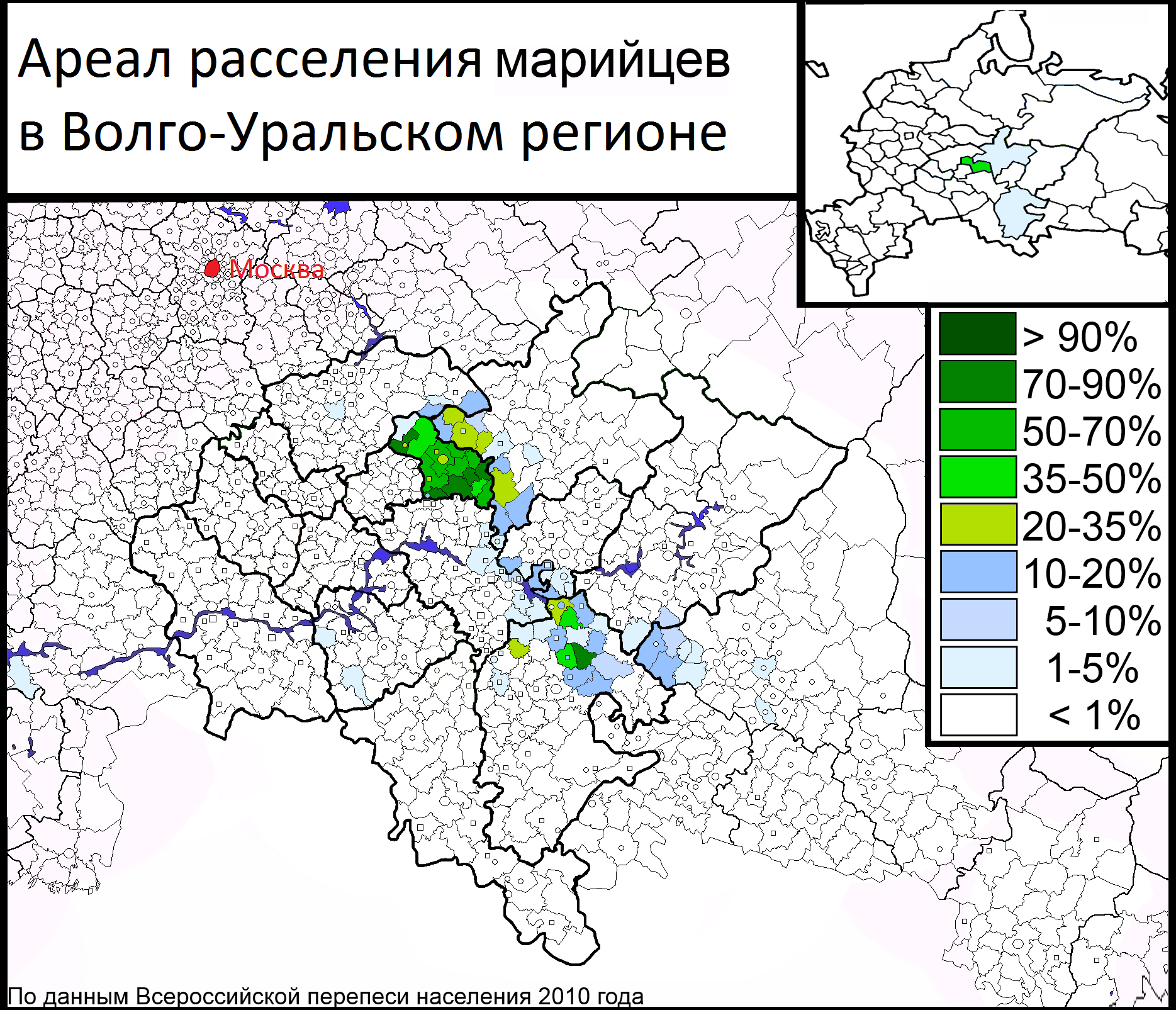
Ареал расселения марийцев в Волго-Уральском регионе. По данным Всероссийской переписи населения 2010 года.

Основная часть марийцев проживает в Республике Марий Эл (290 тыс. человек). Значительная часть проживает в Кировской, Нижегородской областях. Самая большая марийская диаспора находится в Республике Башкортостан (103 тыс. человек). Марийцы компактно проживают в Татарстане (18,8 тыс. человек), Удмуртии (8 тыс. человек), Свердловской области (23,8 тыс. человек) и Пермском крае (4,1 тыс. человек), Ханты-Мансийском автономном округе, Челябинской и Томской областях. Живут также в Казахстане (4 тыс., 2009 г. и 12 тыс., 1989 г.), на Украине (4 тыс., 2001 г. и 7 тыс., 1989 г.), в Узбекистане (3 тыс., 1989 г.)
Численность марийцев по данным переписей населения (человек):
|                                                                    | 1897   | 1926     | 1939     | 1959     | 1970     | 1979     | 1989     | 2002     | 2010     |
| ------------------------------------------------------------------ | ------ | -------- | -------- | -------- | -------- | -------- | -------- | -------- | -------- |
| СССР                                                               | —      | 428192   | ↗ 481587 | ↗ 504205 | ↗ 598628 | ↗ 621961 | ↗ 670868 | —        | —        |
| Российская Федерация (Российская империя, РСФСР)                   | 375439 | ↗ 428001 | ↗ 476382 | ↗ 498006 | ↗ 581082 | ↗ 599637 | ↗ 643698 | ↘ 604298 | ↘ 547605 |
| Республика Марий Эл (Марийская автономная область, Марийская АССР) | —      | 247979   | ↗ 273332 | ↗ 279450 | ↗ 299179 | ↗ 306627 | ↗ 324349 | ↘ 312178 | ↘ 290863 |
| Кировская область (Вятская губерния)                               | 144918 | ↘59741   | ↘57008   | ↘52570   | ↘51682   | ↘47910   | ↘44496   | ↘38930   | ↘29598   |
| Республика Башкортостан (Уфимская губерния, Башкирская АССР)       | 80608  | ↘79298   | ↗ 90163  | ↗ 93902  | ↗ 109638 | ↘ 106793 | ↘ 105768 | ▬105829  | ↘103658  |

Кировская область

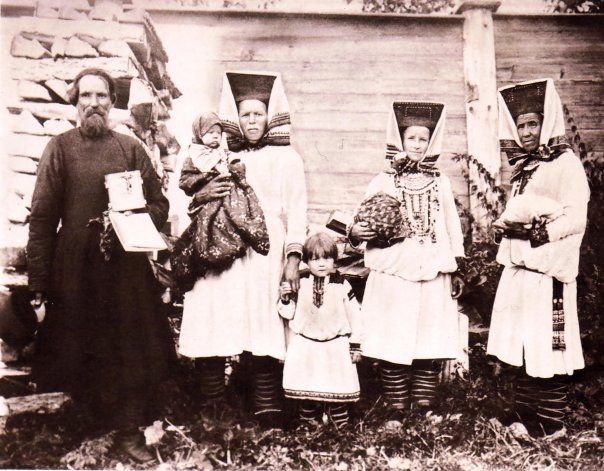
Семья луговых марийцев Царевококшайского уезда Казанской губернии. Российская империя, начало XX века

2002 год: район, количество, доля в районе:
- Кильмезский, 2 тыс., 8 %;
- Кикнурский, 4 тыс., 20 %;
- Лебяжский, 1,5 тыс., 9 %;
- Малмыжский, 5 тыс., 24 %;
- Пижанский, 4,5 тыс., 23 %;
- Санчурский, 1,8 тыс., 10 %;
- Тужинский, 1,4 тыс., 9 %;
- Уржумский, 7,5 тыс., 26 %.

Численность (Кировская область): 2002 год — 38 390, 2010 год — 29 598.

### Доля марийцев по районам и городам России (по переписи 2010 года)
(указаны муниципальные образования, где доля марийцев в численности населения превышает 20 %):
| Район (округ)      | Субъект РФ   | % марийцев |
| МР Волжский        | Марий Эл     | 86,9       |
| МР Горномарийский  | Марий Эл     | 85,8       |
| МР Моркинский      | Марий Эл     | 81,2       |
| МР Сернурский      | Марий Эл     | 76,6       |
| МР Мишкинский      | Башкортостан | 71,5       |
| МР Куженерский     | Марий Эл     | 69,2       |
| МР Новоторъяльский | Марий Эл     | 67,4       |
| МР Советский       | Марий Эл     | 65,5       |
| МР Оршанский       | Марий Эл     | 55,6       |
| МР Мари-Турекский  | Марий Эл     | 49,5       |
| МР Звениговский    | Марий Эл     | 49,3       |
| МР Килемарский     | Марий Эл     | 47,2       |
| МР Калтасинский    | Башкортостан | 45,9       |
| МР Параньгинский   | Марий Эл     | 43,2       |
| МР Медведевский    | Марий Эл     | 42,5       |
| ГО Козьмодемьянск  | Марий Эл     | 30,9       |
| МР Пижанский       | Кировская    | 30,3       |
| МР Кикнурский      | Кировская    | 29,5       |
| МР Краснокамский   | Башкортостан | 26,5       |
| ГО Йошкар-Ола      | Марий Эл     | 23,6       |
| МР Бирский         | Башкортостан | 20,5       |

## Антропологический тип

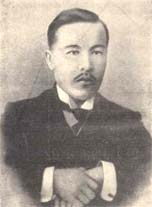
Иван Степанович Палантай

Марийцы относятся к субуральскому антропологическому типу, отличающемуся от классических вариантов уральской расы заметно бо́льшей долей монголоидного компонента. Также встречаются носители светлого европеоидного типа.
По антропологическому облику марийцы относятся к древнеуральской общности, которая в результате метисации с европеоидами дала начало антропологическим типам финно-угорских народов.

## Язык
Марийские языки относятся к финно-волжской группе финно-угорской ветви уральских языков.
С 1938/1939 учебного года в марийских школах был введен единый алфавит на русской основе.
Закон СССР об образовании 1958 года предоставлял родителям детей нерусской национальности право выбора языка обучения для своих детей, что сократило долю школ, преподающих на марийском языке. Кроме того, началось сокращение преподавания на национальном языке как на родном: в 1960/61 учебном году обучение на марийском как на родном языке сократилось с семи классов до первых четырёх, в 1972 году — до первых трёх классов. Изучение лугового марийского и горномарийского языков в национальных школах как отдельного предмета составляла десять лет. В Марийской АССР в 1988/89 учебном году насчитывалось 255 национальных школ. В большинстве своём они изучали марийский язык как отдельный предмет. Марийский язык как родной в начальной школе изучали 12 000 детей в Марийской АССР и в соседних регионах.
В Республике Марий Эл в середине 2000-х годов марийский язык в качестве родного изучался в 163 школах, в качестве отдельного предмета — в 125.
В России, по данным Всероссийской переписи населения 2002 года, марийскими языками владеют 487 855 человек, в том числе марийским (лугововосточным марийским) — 451 033 человек (92,5 %), и горномарийским — 36 822 человек (7,5 %). Среди 604 298 марийцев в России марийскими языками владеют 464 341 человек (76,8 %), русским — 587 452 человек (97,2 %), то есть широко распространено марийско-русское двуязычие. Среди 312 195 марийцев в Марий Эл марийскими языками владеют 262 976 человек (84,2 %), в том числе лугововосточным марийским — 245 151 человек (93,2 %) и горномарийским — 17 825 человек (6,8 %); русским — 302 719 человек (97,0 %, 2002 г.).

## Традиционная одежда

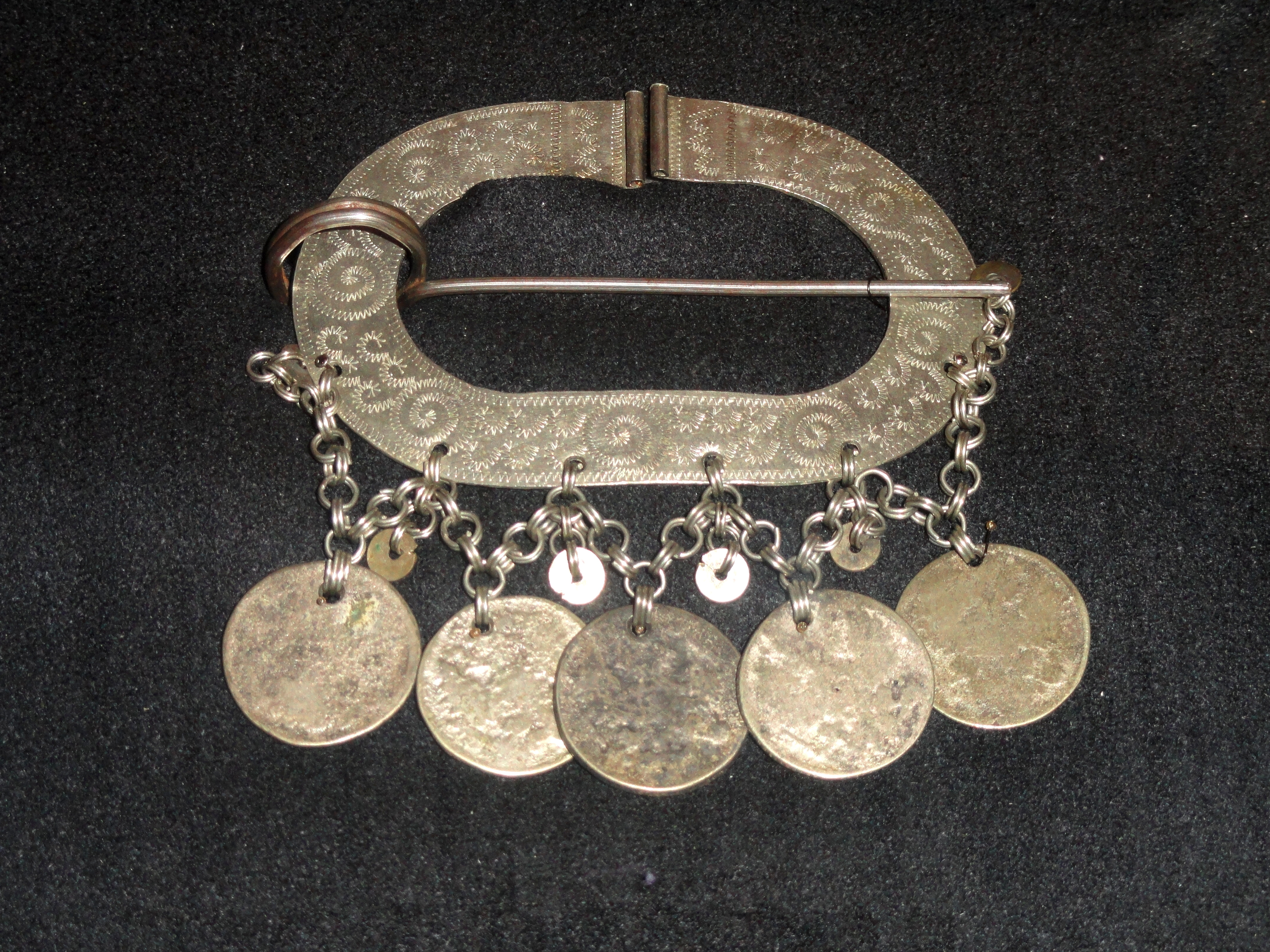
Марийская женская брошь. Из коллекции Музея культур Хельсинки, Финляндия

Основной одеждой марийцев была рубаха туникообразного покроя (тувыр), штаны (йолаш), а также кафтан (шовыр); вся одежда опоясывалась поясным полотенцем (солык), а иногда и поясом (ӱштӧ).
Мужчины могли носить войлочную шляпу с полями, шапку и накомарник. Обувью служили кожаные сапоги, а позже — валенки и лапти (заимствование из русского костюма). Для работы в болотистой местности к обуви прикрепляли деревянные платформы (кетырма).
У женщин были распространены поясные подвески — украшения из бисера, раковин каури, монеток, застёжек и пр. Также существовало три вида женских головных уборов: конусовидный колпак (шимакш) с затылочной лопастью; сорока (заимствована у русских), шарпан — головное полотенце с очельем. Схожим с мордовским и удмуртским головным убором является шурка.

## Религия
Кроме православия, у марийцев существует собственная традиционная религия, которая сохраняет определённую роль в их духовной культуре и в настоящее время. Приверженность марийцев к своей традиционной вере вызывает живой интерес у журналистов из Европы и России. Марийцев даже называют «последними язычниками Европы».
В XIX веке традиционная религия марийцев подвергалась гонениям. Например, в 1830 году по указанию министра внутренних дел, к которому поступило обращение Святейшего Синода, было взорвано место молений — Чумбылат курык. Тем не менее уничтожение Чумбылатова камня не дало ожидаемого эффекта, поскольку марийцы поклонялись не камню, а обитавшему там божеству.

## Имена
Испокон веков марийцы имели национальные имена. У мари имеется своя форма образования имени, которая представляет собой совокупность патронима и собственного имени, которая во многом похожа на исландскую. Например, Абай Имансар (Имансар Абаевич), Яҥграват Токтар (Токтар Яҥграватович), Темрай Саркандай (Саркандай Темраевич). Аналогично и с женскими именами, к примеру: Лари Салима (Салима Лариевна), Кыркылай Лыставий (Лыставий Кыркылаевна), Гельсий Агави (Агави Гельсиевна) и другие.

## Свадебные традиции
Одним из главных атрибутов свадьбы является свадебная плётка «Сӱан лупш» — оберег, защищающий «дорогу» жизни, по которой предстоит пройти вместе молодожёнам.

## Уровень образования
Уровень образования российских марийцев намного ниже, чем в целом у населения РФ. По переписи 2010 года, среди марийцев лишь 11,7 % имели высшее или послевузовское образование (55 277 человек из 470 834 лиц марийской национальности в возрасте 15 лет и старше, указавших уровень образования). При этом среди жителей России всех национальностей доля лиц с высшим или послевузовским образованием в 2010 году составила 23,4 % (27 540 707 человек из 117 639 476 лиц в возрасте 15 лет и старше, указавших уровень образования).

## Марийцы Башкортостана
Башкортостан — второй после Марий Эл регион России по численности проживающих марийцев. На территории Башкортостана проживает 105 829 марийцев (2002), треть марийцев Башкортостана проживает в городах.
Переселение марийцев на Урал происходило в XV—XIX веках и было вызвано их насильственной христианизацией на Средней Волге. Марийцы Башкортостана в массе своей сохранили традиционные верования.

Флаг «Марий ушем»

Доступно обучение на марийском языке в национальных школах, в среднеспециальных и высших учебных заведениях в Бирске и Благовещенске. В Уфе действует Марийское общественное объединение «Марий ушем».

## Марийцы Кировской области
Областной центр марийской культуры — деревня Мари-Ошаево Пижанского района Кировской области. Областной центр марийской культуры проводят национальные концерты, функционируют кружки, народные ансамбли. Каждый год в июне-июле в деревне Мари-Ошаево проходит праздник Пеледыш пайрем. Областной центр марийской культуры Кировской области сотрудничает с национальными общественными движениями Республики Марий Эл.

## Известные марийцы
- Айплатов Геннадий Николаевич — историк, педагог, доктор исторических наук, профессор[75].
- Арбан (Деревяшкин) Николай Михайлович — прозаик, драматург, музыкант, художник, первый заслуженный деятель искусств Марийской АССР, народный писатель Марий Эл[76].
- Айзенворт (Деревяшкин) Анатолий Карпович — писатель, литературовед[77].
- Бик Анатолий Иванович — поэт, прозаик, переводчик, журналист, редактор[78].
- Васикова Лидия Петровна — профессор, доктор филологических наук, первая среди женщин-мари[79].
- Васильев Валериан Михайлович — языковед, этнограф, фольклорист, литератор[76].
- Васин Ким Кириллович — писатель[80].
- Вишневский Семён Алексеевич — поэт, переводчик, журналист[81].
- Герасимов Михаил Степанович — поэт и баснописец[82].
- Григорьев Александр Владимирович — художник[83].
- Данилова Раисия Михайловна — заслуженная артистка Марий Эл, редактор, певица[84].
- Евсеев Тимофей Евсеевич — этнограф, краевед, педагог, основатель Национального музея Республики Марий Эл[85].
- Ефимов Измаил Варсонофьевич — художник, герольдмейстер[76].
- Ефруш Георгий Захарович — писатель[86].
- Ефремов Тихон Ефремович — просветитель[87].
- Зотин Владислав Максимович — 1-й президент Марий Эл[88][89][90].
- Иван Горный — поэт, прозаик, журналист, публицист, переводчик, народный писатель Марий Эл, заслуженный работник культуры РСФСР[91].
- Игнатьев Никон Васильевич — писатель[76].
- Ильяков Никандр Филиппович — писатель, драматург, поэт, переводчик, журналист, редактор, педагог[92].
- Искандаров Алексей Искандарович — композитор, хормейстер[93].
- Йыван Кырла — поэт, киноактёр[94].
- Казаков Николай Иванович — поэт[76].
- Канюшков Аркадий Максимович — прозаик, публицист, поэт, переводчик, журналист, заслуженный работник культуры Марийской АССР[95].
- Каткова Зинаида Фёдоровна — писательница, драматург, журналист, народный писатель Марий Эл[96].
- Кириллова Сарра Степановна — режиссёр, заслуженный деятель искусств Марийской АССР, народная артистка Республики Марий Эл, лауреат Государственной премии МАССР[97][98].
- Колумб Валентин Христофорович — поэт[76].
- Конаков Александр Фёдорович — драматург[99].
- Коршунов Константин Максимович — актёр, драматург, режиссёр, заслуженный артист Марийской АССР, лауреат Государственной премии МАССР[100][76].
- Крылова Ида Ивановна — певица, самодеятельная исполнительница и собирательница старинных марийских песен, педагог[101].
- Лашманов Пётр Ильич — поэт, прозаик, переводчик, этнограф, краевед, педагог[102].
- Лекайн Никандр Сергеевич — писатель[80].
- Луппов Анатолий Борисович — композитор[76].
- Макс Майн — поэт, переводчик, журналист, редактор[81].
- Матвеев Иван Сергеевич — актёр.
- Матюковский Геннадий Иванович — поэт, прозаик, переводчик, журналист[81].
- Мосолов Василий Петрович — агроном, первый академик из мари[103].
- Мухин Николай Семёнович — поэт, переводчик[76].
- Николаев Сергей Николаевич — драматург[76].
- Олык Ипай — поэт[76].
- Орай Дмитрий Фёдорович — писатель[80].
- Осмин Йыван — поэт, прозаик, журналист, редактор, педагог[104].
- Петров Иван Петрович — государственный и общественный деятель, первый председатель Марийского ОБИК[105].
- Палантай Иван Степанович — композитор, фольклорист, педагог[106].
- Першуткин Пётр Григорьевич — поэт[80].
- Прохоров Зинон Филиппович — гвардии лейтенант, Герой Советского Союза[107].
- Рыбаков Николай Фёдорович — драматург, писатель, журналист, артист[76].
- Сави Владимир Алексеевич — писатель[82].
- Савинов Эчан — писатель-драматург, переводчик, журналист, актёр[108].
- Сануков Ксенофонт Никанорович — доктор исторических наук, журналист[109].
- Сапаев Эрик Никитич — композитор[76].
- Смирнов Кузьма Алексеевич — композитор, фольклорист[110][111][112].
- Суворов Сергей Романович — первый Герой Советского Союза из народа мари[113].
- Сузы Владимир — писатель, журналист, редактор, переводчик[114].
- Тактаров Олег Николаевич — спортсмен, актёр, телеведущий, кинопродюсер, режиссёр, общественный деятель[115].
- Тойдемар Павел Степанович — музыкант[99].
- Тыныш Осып (Борисов Иосиф Алексеевич) — писатель, исследователь, педагог, член Союза писателей СССР[99].
- Чавайн Сергей Григорьевич — поэт и драматург[76].
- Чалай Васлий — поэт, прозаик[116].
- Четкарёв Ксенофонт Архипович[117] — этнограф, фольклорист, писатель, организатор науки.
- Шабдар Осып — писатель[82].
- Шадт Булат — поэт[118].
- Шакиров Станислав Алексеевич — певец, композитор, заслуженный артист Республики Марий Эл (1997), народный артист Республики Марий Эл (2000), заслуженный артист Башкортостана (2012).
- Шкетан Яков Павлович — писатель[82].
- Элексейн Яков — прозаик, журналист, педагог[119].
- Эрыкан Алексей Николаевич — писатель, переводчик, критик, журналист, редактор, педагог[120].
- Эшкинин Андрей Карпович — писатель[86].
- Эшпай Андрей Яковлевич — советский композитор[93].
- Эшпай Яков Андреевич — этнограф и композитор[121].
- Юзыкайн Александр Михайлович — писатель[76].
- Юзыкайн Алеко — писатель, журналист[76].
- Юксерн Василий Степанович — писатель[76].
- Ялкайн Яныш Ялкаевич — писатель, критик, этнограф[122].
- Ямбердов Иван Михайлович — художник[76].
- Мамич-Бердей — князь.
- Чоткар — легендарный марийский герой.
- Полтыш — князь Малмыжский, погибший в битве с русскими войсками.
- Чумбылат — легендарный марийский князь XII века.

## В искусстве
- В 1839 году в сборнике повестей и рассказов Надежды Дуровой вышла романтическая повесть под титулом «Черемиска. Рассказ исправницы Лязовской», с подзаголовком «Черемисская повесть»[123]. В настоящее время повесть известна под названием «Серный ключ».
- Марийцы (черемисы) фигурируют в полудокументальном юмористическом рассказе Ярослава Гашека. В частности, упоминается многолетняя вражда черемисов с чувашами и язычество черемисов[124].
- В 2006 году Алексей Федорченко снял фильм «Шошо» (мар.: «весна»), а в 2012 году на экраны вышел его фильм «Небесные жёны луговых мари» по одноимённой книге Дениса Осокина. Оба фильма сняты на марийском языке.
- В 2010 году режиссёр Василий Домрачев снял фильм «Салика» по комедии Сергея Николаева о жизни марийской деревни.
- В повести Александра Ивановича Куприна «Поединок» (1905 г.) денщик подпоручика Ромашова Гайнан был марийцем.
- В 2021 году Денис Шаблий снял фильм «Не Иван, или как приручить Богатыря» о марийском подростке Йыване и мифическом марийском богатыре Онаре.